# Windu Sari
Windu Sari is een bestuurslaag in het regentschap Ogan Komering Ulu van de provincie Zuid-Sumatra, Indonesië. Windu Sari telt 1148 inwoners (volkstelling 2010).